# Grupa Operacyjna gen. Dindorfa-Ankowicza
Grupa Operacyjna gen. Dindorfa-Ankowicza – grupa operacyjna Wojska Polskiego w czasie kampanii wrześniowej.
3 września 1939 dowódca Armii „Łódź” gen. Juliusz Rómmel swoim rozkazem utworzył grupę operacyjną gen. Dindorfa-Ankowicza. 

## Działania grupy
Ogólny rozkaz operacyjny Armii „Łódź” wysłany do wojsk 3 września przed 23.00 stawiał GO gen. Dindorfa-Ankowicza następujące zadanie: 10 Dywizja Piechoty i Kresowa Brygada Kawalerii utrzymają odcinek obrony „Sieradz”. Łączność z odchodzącą 25 Dywizją Piechoty ma zapewnić przez wysuniętą Kresową Brygadę Kawalerii, która następnego dnia ma powrócić na wschodni brzeg Warty w obszar Rossoszyca i przejść pod rozkazy dowódcy Armii.
| Wyszczególnienie                         | Wojska GO | Wojska 8 A | Stosunek sił |
| ---------------------------------------- | --------- | ---------- | ------------ |
| Bataliony piechoty                       | 15        | 39         | 1:2,6        |
| Działa przeciwlotnicze                   | 6         | 48         | 1:8          |
| Działa przeciwpancerne                   | 39        | 312        | 1:8          |
| Działa i moździerze do ognia pośredniego | 78        | 634        | 1:8,1        |
| Granatniki 50 mm                         | 90        | 381        | 1:4,2        |

4 września
W godzinach rannych 4 września zasadnicze siły GO rozwinęły się na wschodnim brzegu Warty. Kresowa Brygada Kawalerii była ześrodkowana w rejonie Szadka, a 10 DP obsadziła główną pozycję obrony w pasie Glinno – Pstrokonie. Na prawym skrzydle, w Glinnie, rozmieściła się kawaleria dywizyjna. 28 pułk piechoty bronił rubieży Dzierżązna – Grądy, a 30 pułk piechoty odcinka Woźniki – Pstrokonie. 31 pułk piechoty, będąc w styczności ogniowej, bronił przyczółka na zachód od Sieradza.
Jeszcze przed świtem dowódca 31 pp otrzymał rozkaz przegrupowania pułku na wschodni brzeg Warty i obsadzenia pozycji na odcinku Grądy – Woźniki. W czasie przegrupowywania się 31 pp, niemiecka 10 DP uchwyciła przyczółek w rejonie Dzigorzewa i Mnichowa. Z rejonu Blaszek bezskutecznie kontratakowała 1/31 pp. Powtórny kontratak, tym razem 9/31 pp, pozwolił Polakom odbić Mnichów, lecz Niemcy utrzymali się na wale przeciwpowodziowym. W czasie walk na niebie niepodzielnie panowało lotnictwo niemieckie bombardujące pozycje polskie.
W godzinach południowych pod przedni skraj polskiej obrony podeszły niemieckie  24., 10. i 17 DP, które starały się z marszu uchwycić przyczółki na wschodnim brzegu Warty. 24 Dywizja Piechoty w godzinach popołudniowych zdobyła niezniszczone mosty w m. Warta.  Wieczorem, pod osłoną ognia artylerii, oddziały niemieckie przystąpiły do forsowania w rejonie Glinno, Dzierżązna i Włyń. Zostało ono zatrzymane twardym oporem 28 pułku piechoty. Natarciem nocnym oddziały 24 DP zdobyły jednak przyczółek za Wartą. Kontratakowała bezskutecznie 8/28 pp. Przed frontem obrony 30 pp rozwinęła się do natarcia niemiecka 17 DP wraz z pułkiem zmot. SS „Leibstandarte Adolf Hitler”. Po zapadnięciu zmroku niemieckie pododdziały uchwyciły przyczółek na wschodnim brzegu Warty pod Beleniem. Natarcie niemieckie zostało spotęgowane po północy, lecz zaatakowane pododdziały polskie stawiły zdecydowany opór. 

W związku z bardzo ciężką sytuacją w pasie obrony 10 DP, gen. Dindorf-Ankowicz nakazał przegrupować odwodowy III/31 pp do rejonu Stawiszcz, celem osiągnięcia gotowości do wykonania kontrataku. Interweniował też dowódca Armii, który nakazał przegrupować tam część sił z 2 Dywizji Piechoty Legionów.
Kresowa Brygada Kawalerii do 6.00 zasadniczymi siłami przekroczyła mosty na Warcie w m. Warta. Jej oddziały rozwinęły się w sposób następujący: 22 pułk ułanów płk dypl. Władysława Płonki na rubieży Góra – Głaniszew, 20 pułk ułanów płk. dypl. Andrzeja Kunachowicza na rubieży Chociszew – Raczków – Bartochów – wzg. 189 – Maików. Stanowisko dowodzenia brygady i 13 dywizjon artylerii konnej znajdowały się na zachodnim skraju m. Warta; 6 pułk strzelców konnych ppłk. dypl. Stefana Mossora ześrodkował się na wschodnim brzegu Warty w lesie pod Włyniem.
Około 8.00 z lasu na południowy zachód od  Błaszek wyszły ubezpieczenia bojowe niemieckiej 24 Dywizji Piechoty i rozwinęły się na rubieży: Góra – Raczków – Gołuchy. 22 pułk ułanów z 2/13 dak nawiązał z nimi styczność ogniową. Przed południem do walki włączyła się  92 skczr.
W tym też czasie dowódca brygady płk Stefan Hanka-Kulesza rozkazał dowódcom oddziałów oderwać się od tych drobnych pododdziałów nieprzyjaciela i przegrupować wojska do poprzedniego rejonu ześrodkowania w okolicach Szadka. Oddziały brygady około południa przejechały powtórnie przez mosty na Warcie i bez przeszkód ześrodkowały się w nakazanych rejonach. Zaminowane mosty w nienaruszonym stanie zostały uchwycone przez Niemców.
W odwodzie grupy operacyjnej pozostawały: 1 pułk kawalerii KOP, 92 kompania czołgów rozpoznawczych, bardzo mocno wykrwawione dwa bataliony Obrony Narodowej i batalion marszowy 31 pułku piechoty.
5 września

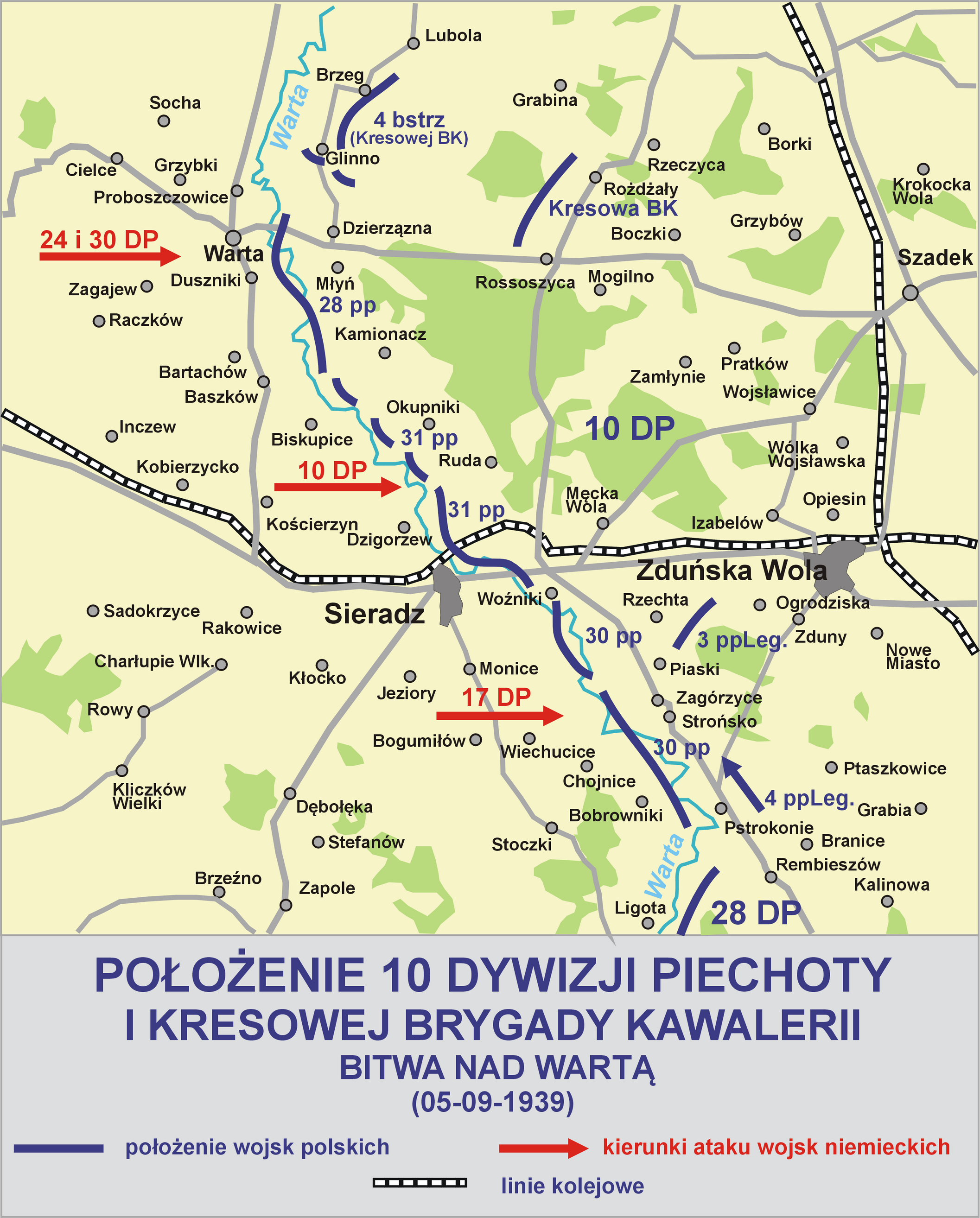

W godzinach rannych na broniące się pierwszorzutowe oddziały Kresowej Brygady Kawalerii i 10 DP uderzyła czterodywizyjna niemiecka 8 Armia. 
Jeszcze przed świtem Kresowa Brygada Kawalerii zajęła obronę na linii Warty. Jej 20 puł obsadził odcinek na północ od Glinna, 22 puł ugrupował się obronnie w rejonie lasu na południowy wschód od Glinna; prawoskrzydłowy 6 psk wykonywał marsz w kierunku Brodni, skąd miał wykonać obejście na południe wzdłuż zachodniego brzegu Warty i uderzyć w lewe skrzydło niemieckiej 24 DP. Po zajęciu obrony, 20 pułk ułanów zwalczał pododdziały nieprzyjaciela, które próbowały forsować Wartę. O 3.00 pułk ten bez żadnego taktycznego uzasadnienia został wycofany poza rubież drugorzutowego 22 puł. W ten sposób główne siły brygady stały bezczynnie aż do południa.
W czasie marszu 6 psk, w okolicach Popowa, wykryto zmotoryzowany oddział rozpoznawczy nieprzyjaciela. Rozpoczęła się walka ogniowa. Do akcji włączyło się nieprzyjacielskie lotnictwo i polski pułk poniósł znaczne straty. Około 13.00 nieprzyjaciel sforsował Wartę i zaczął wychodzić na lewe skrzydło i tyły 6 psk. W tej sytuacji dowódca pułku wycofał szwadrony na pozycje na wschód od Popowa. Manewr ten odbywał się w styczności ogniowej z nieprzyjacielem, nastąpiło przemieszanie się pododdziałów, a wysłany na rozpoznanie 4 szwadron nie dołączył już do pułku.

Na podstawie oceny sytuacji płk Jerzy Grobicki rozpoczął przegrupowanie oddziałów brygady w kierunku na m. Szadek celem zreorganizowania obrony. Brak dokumentów sztabowych uniemożliwia ustalenie, czy dowódca Kresowej Brygady Kawalerii uzgodnił przegrupowanie oddziałów z gen. Dindorfem-Ankowiczem.
Także 10 Dywizja Piechoty miała w tym dniu zaangażowane w walce wszystkie swoje pułki. Na każdy pierwszorzutowy pułk dywizji uderzała niemiecka dywizja piechoty. 

Na 28 pułk piechoty z przyczółka w rejonie Glinno – Dzierżązna uderzyła niemiecka 24 Dywizja Piechoty. Od świtu artyleria niemiecka ostrzeliwała wojska w rejonie Dzierżązna – Włyń. Walki broniących się tam pododdziałów i kontratakującego III/28 pp trwały do godzin południowych. W ich wyniku nieprzyjaciel opanował Dzierżąznę i Włyń oraz rozwijał powodzenie w kierunku Rossoszyca – Kamionacz. Kontratak 4 batalionu strzelców na Glinno uzyskał częściowe powodzenie, lecz miejscowość ta pozostała w ręku nieprzyjaciela. Około południa Niemcy mieli na tym przyczółku już dwa bataliony, które to rozpoczęły natarcie w kierunku Rossoszycy.

31 pułk piechoty odpierał natarcie niemieckiej 10 Dywizji Piechoty z przyczółka na południowy zachód od Mnichowa. Próba kontrataku II/31 pp wspieranego przez pociąg pancerny nie powiodła się. Niemcy opanowali Mnichów i dalej Rudę. Tak głębokie wdarcie się nieprzyjaciela w obronę 31 pp rozdzieliło I i II batalion na oddzielnie walczące ośrodki. W godzinach popołudniowych zdziesiątkowane oba bataliony zaczęły się wycofywać w kierunku Wojsławic.
30 pułk piechoty walczył z oddziałami niemieckiej 17 Dywizji Piechoty i pzmot SS atakującymi z przyczółka Beleń – Strońsko. Piechota niemiecka przełamała rubież obrony polskich batalionów i podeszła na wysokość wzgórz na wschód od Belenia i Strońska. Po kilku godzinach walk nieprzyjaciel odrzucił polskie bataliony na rubież lasu Piaski i Zygmuntów.
W rejonie obrony 30 pułku piechoty dowódca GO, gen. Dindorf-Ankowicz, wyprowadził swoimi odwodami trzy kontrataki. O 8.00 III/31 pp, bez wsparcia własnej artylerii, wykonał kontratak na kierunku wsi Rzechta i Piaski, uzyskując początkowo powodzenie. Dalsze jego natarcie zostało zdezorganizowane zmasowanym ogniem artylerii niemieckiej 17 DP ze stanowisk ogniowych na zachodnim brzegu Warty. W związku z niepowodzeniem, batalion wycofał się do szosy Sieradz – Zduńska Wola i dalej w kierunku Izabełowa. O 10.00 kontratakował w kierunku Belenia 1 pułk kawalerii KOP z przydzielonymi batalionami ON oraz 91 i 92 samodzielną kompanią czołgów rozpoznawczych. Ze względu na brak wsparcia artyleryjskiego, kontratak ten również nie uzyskał powodzenia. W godzinach popołudniowych pułk wycofał się w kierunku Lutomierska i Aleksandrowa. Około 9.00 z rejonu lasu Zygmuntów wykonał kontratak II/30 pp, wspierany ogniem plutonu artylerii pułkowej. Początkowo uzyskał powodzenie, ale około 11.00 został wyhamowany i częściowo odrzucony do tyłu. W godzinach popołudniowych batalion wycofał się na Lutomiersk.
Wszystkie trzy kontrataki pozbawione były scentralizowanego dowodzenia i odpowiedniego wsparcia artyleryjskiego. Wykonane w różnym czasie nie dawały możliwości zorganizowania współdziałania pomiędzy atakującymi pododdziałami. Nieprzyjaciel kolejno je obezwładniał i załamywał.
Około 16.00 dowódca GO gen. Dindorf-Ankowicz nakazał swoim wojskom opuścić linię rzeki Warty, a 10 DP wyznaczył kolejny pas obrony Małyń – Lutomiersk w oparciu o Ner. Dowództwo dywizji przeniosło stanowisko dowodzenia do Łaska, a następnie na południowy zachód od Aleksandrowa. Po ciężkiej walce o główną pozycję obrony sztab dywizji oceniał, że wyprowadzono około 60% stanu osobowego piechoty i 90% sił artylerii.
6 września
10 DP i Kresowa BK odeszły znad Warty bez przeszkód ze strony Niemców. Według zadania przekazanego dowódcy GO za pośrednictwem mjr. Zielonki, wojska grupy miały przejść Wisłę przez most pod Świdrami Małymi. Pułki 10 DP ściągały stopniowo za Ner: 28 pp w rejon Puczniewa, 31 pp – Kazimierza, 30 pp – Bechcic. Stany osobowe piechoty dowódca GO oceniał na 60%. Artyleria dywizyjna utraciła 4 działa. Sztab GO miał łączność z dowódcą macierzystej armii i Armią „Poznań”. Na rozkaz dowódcy GO 10 DP rozpoczęła wieczorem marsz do rejonu Zgierza. Kresowa BK miała osłonić dywizję na kierunku od Ozorkowa. Na skutek błędów organizacyjnych sztabu dywizji i dowództw pułków, marsz 10 DP na odległość około 30 km trwał cały dzień.  W godzinach wieczornych  gen. Dindorf-Ankowicz wydał rozkaz przejścia do działań opóźniających w kierunku Zgierza i dalej na Głowno. W świetle tego rozkazu 10 DP miała przegrupować się do rejonu lasów pod Zgierzem, przejść do obrony, zamykając kierunki Aleksandrów i Konstantynów. Wykonując rozkaz, 10 DP w nocy z 6 na 7 września przegrupowała się do rejonu Zgierza.
W godzinach rannych zasadnicze siły Kresowej Brygady Kawalerii rozwinięte były na rubieży na zachód od Szadka. W 61 dywizjonie pancernym całą noc remontowano sprzęt pancerny. O świcie szwadron samochodów pancernych dysponował jednym plutonem gotowym do dalszej walki, a 42 kompania czołgów rozpoznawczych prowadziła działania w rejonie Zgniłego Błota. Zgodnie z zadaniem, brygada miała osłaniać z północnego zachodu broniącą się na Nerze 10 DP. Ugrupowanie bojowe brygady było następujące: 20 pułk ułanów ugrupował się obronnie w rejonie Puczniewa, 22 pułk ułanów ześrodkował się w rejonie Marianów – Madaje, 6 pułk strzelców konnych (bez 4 szwadronu i sześciu ckm) ześrodkował się w rejonie Albertowa. 1 pułk kawalerii KOP miał wejść w ugrupowanie Kresowej Brygady Kawalerii, lecz przegrupowywał się samodzielnie na kierunku Zgierz – Głowno. 
7 września
Pułki 10 DP osiągnęły nocą rejon na zachód od Zgierza i ugrupowały się następująco: 28 pp na północ od szosy Aleksandrów – Zgierz, 30 pp na zachód od Helenówka, 31 pp na wschód od Zgierza koło Łagiewnik. Około 12.00  w ugrupowanie 28 pp przeniknął niemiecki oddział zmotoryzowany z 24 DP.

Kresowa BK odeszła o świcie z linii Neru i organizowała zasadzki na szosie z Poddębic do Aleksandrowa, a następnie na drodze z Szadka do Aleksandrowa. Informacje o przeciwniku okazały się jednak fałszywe, a brygada z dużym opóźnieniem wyruszyła do lasu Emilia na północ od Zgierza. Po krótkim odpoczynku brygada podążyła za 10 DP w kierunku Głowna. Niemiecki oddział zmotoryzowany zajął Zgierz i wyparł polskie oddziały z szosy na Stryków. Oddziały 10 DP pomaszerowały drogami równoległymi do szosy: 28 pp na północ od niej, 31 pp na południe. W nieznanych okolicznościach w rejonie Szczawin – Kębliny rozbity został II/28 pp. W tym rejonie walczył też 1/6 psk. Ze względu na przemęczenie żołnierzy walką i dotychczasowymi marszami, 30 pułk piechoty pozostał w Helenówku i ruszył dopiero o zmierzchu przez Julianów w rejon Bogini.
W południe dowódca GO zdecydował się przegrupować podległe mu wojska w rejon Głowna. W czasie kiedy zapadała decyzja, wojska GO miały styczność ogniową ze zmotoryzowanymi patrolami rozpoznawczymi niemieckich 10 i 24 DP, których to siły główne były daleko przed Ozorkowem i Aleksandrowem.  
W późnych godzinach popołudniowych Kresowa Brygada Kawalerii rozpoczęła przegrupowanie do lasu na zachód od Głowna. W awangardzie maszerował 20 pułk ułanów, następnie 13 dywizjon artylerii konnej, III/10 pułku artylerii lekkiej, 6 pułk strzelców konnych, a 22 pułk ułanów maszerował północną marszrutą. Nieco wcześniej przegrupowano w rejon Koźla drugorzutowy 31 pułk piechoty. W godzinach wieczornych 31 pp kontynuował przegrupowanie do rejonu Głowna. Prawoskrzydłowy 28 pp rozpoczął marsz wkrótce po południu, a lewoskrzydłowy 30 pp – po zapadnięciu zmroku, lecz w kierunku na m. Boginia, odrywając się od głównych sił dywizji. 
Tak więc w ciągu popołudnia doszło do rozdzielenia 10 DP na trzy oddzielnie działające zgrupowania. Kresowa BK podzieliła się na dwa zgrupowania, z których jedno poprowadził dowódca 20 pułku ułanów płk Kunachowicz, drugie – dowódca 22 pułku ułanów płk Płonka.
8 września
W nocy z 7 na 8 września gen. Dindorf- Ankowicz rozwinął swoje stanowisko dowodzenia w Łasiecznikach. Z tak dużej odległości (60 km od planowanego rejonu działań) dowódca i sztab grupy operacyjnej nie mogli skutecznie wpływać na przebieg przegrupowania i walk podległych oddziałów. Ponadto dowódca GO wraz ze sztabem nie miał łączności z pozostałymi związków taktycznych armii.
W czasie nocnego przegrupowania do rejonu Głowna 10 DP miała poszczególne pułki mocno rozśrodkowane w terenie. Większość pododdziałów 28 pp oraz I i II/10 pal znajdowały się w rejonie na północny zachód od lasu Głowno, 31 pp stał w lesie na południe od Pszczonowa, 30 pp był w rejonie Bogini, 10 dac (bez 1 baterii) był w Łowiczu.
Po całonocnym marszu Kresowa BK o świcie swoimi siłami głównymi osiągnęła las na zachód od Głowna, a po 4-godzinnym odpoczynku kontynuowała marsz do rejonu lasów pod Chlebowem. 6 psk miał zająć obronę na wschodnim skraju Głowna i zabezpieczyć wyjście brygady z lasu na drogę Paleniec –Józefów. W tym czasie faktyczne dowództwo nad brygadą sprawował płk Kunachowicz. Wieczorem  dowódca 61 dpanc, kpt. Alfred Wójciński, rozpoczął przegrupowanie dywizjonu z lasu na zachód od Głowna w kierunku Otwocka i nocą osiągnął Skierniewice. Tu dowiedział się o zajęciu przez nieprzyjaciela Mszczonowa i zmienił kierunek przegrupowania na Błonie, a 42 kcz kpt. Macieja Grabowskiego pojechała na Łowicz.
Wieczorem grupa operacyjna miała oddziały rozproszone na dużej przestrzeni bez wzajemnej łączności. Nie było już żadnych możliwości ześrodkowania pułków Kresowej BK i 10 DP i ponownego wprowadzenia ich do walki w zwartym ugrupowaniu bojowym. Na prawym skrzydle armii zostały jedynie poważnie osłabione siły niezdolne do walki z X KA, nacierającym w kierunku Łowicza.
Dowódca GO, gen. Dindorf-Ankowicz, nie mając rozeznania w sytuacji, podjął decyzję: przegrupować 10 DP i Kresową Brygadę Kawalerii przez Skierniewice, Mszczonów na most pod Otwockiem; sztab oraz tabory skierować przez Warszawę i wschodnim brzegiem Wisły osiągnąć Otwock. Związki taktyczne grupy miały dokonać przegrupowania na odległość 120 km samodzielnie, bez nadzoru dowódcy GO i jego sztabu, oraz bez zaopatrywania logistycznego. Na dodatek, wskazany wojskom rejon do osiągnięcia został już opanowany przez niemiecki XVI KPanc, a oddziały grupy operacyjnej były zbyt słabe, by mogły się przebić przez jednostki pancerne. Decyzja powyższa z góry skazywała całość sił grupy operacyjnej na zniszczenie jeszcze na zachodnim brzegu Wisły. Po wydaniu rozkazu, gen. Dindorf-Ankowicz odjechał wraz ze sztabem z Łasiecznik w kierunku Warszawy. Grupa praktycznie przestała istnieć.

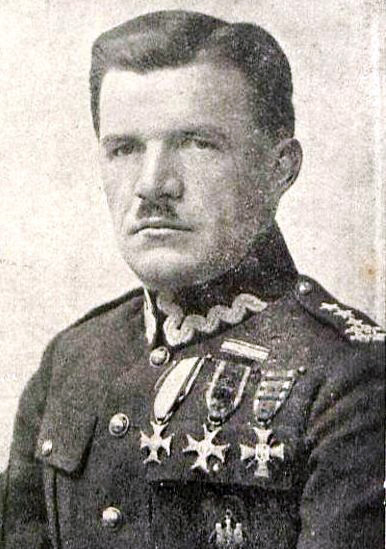
Franciszek Dindorf-Ankowicz (płk)

## Struktura organizacyjna
Stan na dzień 3 września
- dowództwo grupy – gen. bryg. Franciszek Dindorf-Ankowicz
- 10 Dywizja Piechoty
- Kresowa Brygada Kawalerii – płk dypl. Jerzy Grobicki